# Susana Andrade
Susana Andrade (Montevideo, 9 de febrero de 1963) es una procuradora, periodista, columnista, religiosa umbanda y política uruguaya.

## Biografía
Nació en Montevideo, hija de  María Eva Leite y Bartolo Andrade, es la séptima de ocho hermanos. Formada en Derecho, estudió procuradoría en la Facultad de Derecho de la Universidad de la República. Es escritora, columnista de opinión comenzando en el diario La República en el 2004, y de otros medios de prensa locales y regionales. Perteneciente al Frente Amplio.
Susana Andrade es Mae Susana de Oxum en la religión umbanda desde 1991. Es la primera líder afroumbandista que asume como Diputada en Uruguay. Cofundadora de la Federación IFA del Uruguay y del Grupo Atabaque en 1997.
En 2009 presenta su primer libro "Entre la religión y la política", apoyando a José Mujica a la presidencia; en 2015 presenta su libro Mima Kumba que trata de las "dificultades de inserción social de una mujer militante social religiosa afroumbandista y afrodescendiente", la autora agrega versos, pensamientos y frases propias.
Y en el 2018 presenta Resiliencia Africana en la Biblioteca Nacional sala Maestro Julio Castro y en el Parlamento Nacional en el marco de la conmemoración del Día de la Mujer Afrolatina, Afrocaribeña y de la Diáspora.
Fue designada por el presidente Tabaré Vázquez para integrar el Grupo de Trabajo por Verdad y Justicia con el cometido de investigar y esclarecer las violaciones a los DDHH cometidos en dictadura desde 2015 al 2018, cuando presenta renuncia.
Promotora del Parlamento de las Mujeres Afro en ámbitos del Poder Legislativo https://www.youtube.com/watch?v=rPFTC5d6iuc
Mención "Nelson Mandela" 2020, Premio otorgado por el Departamento de DDHH del Ministerio de Educación y Cultura de Uruguay. [cita requerida]
Es creadora del Proyecto "Salvavidas por un Uruguay sin femicidios ni violencia machista" colectivo mixto liderado por mujeres que comienza su actuación plural y activa en marzo de 2019 planteándose la realización de un libro con relatos verdaderos de violencia doméstica y rutas de salida del círculo de violencia, entre otras reivindicaciones de equidad de género.
Fue ideadora de la “Iemanjá Solidaria” 2021 Ofrenda masiva a Ollas Populares durante la pandemia como estrategia alternativa para que el dos de febrero fiesta de la Orixá Africana Iemanjá en Uruguay, no se promovieran multitudes en las playas como es habitual en dicha fiesta popular, disminuyendo así el riesgo de contagios del virus Covid. La medida con motivos sanitarios fue acompañada por las autoridades, con una aceptación pública de más del 90% de fieles y simpatizantes.
Fue declarada Ciudadana Ilustre por la Intendencia de Montevideo el 8 de octubre de 2021.

## Vida privada
Contrajo matrimonio con Julio Kronberg en 1982, tiene dos nietas y dos hijos: Germán y Naomi.

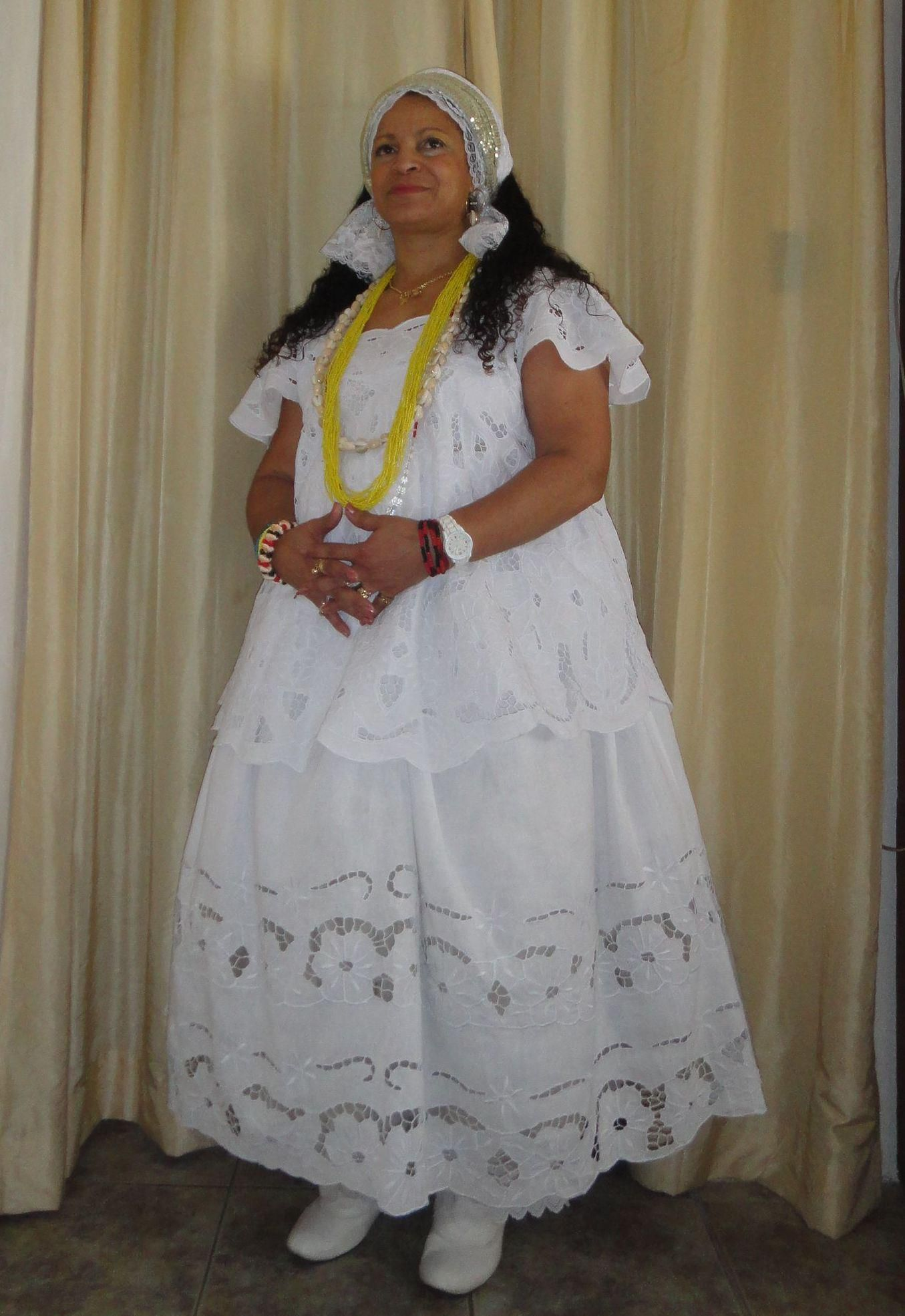
Susana Andrade en 2018.

## Libros

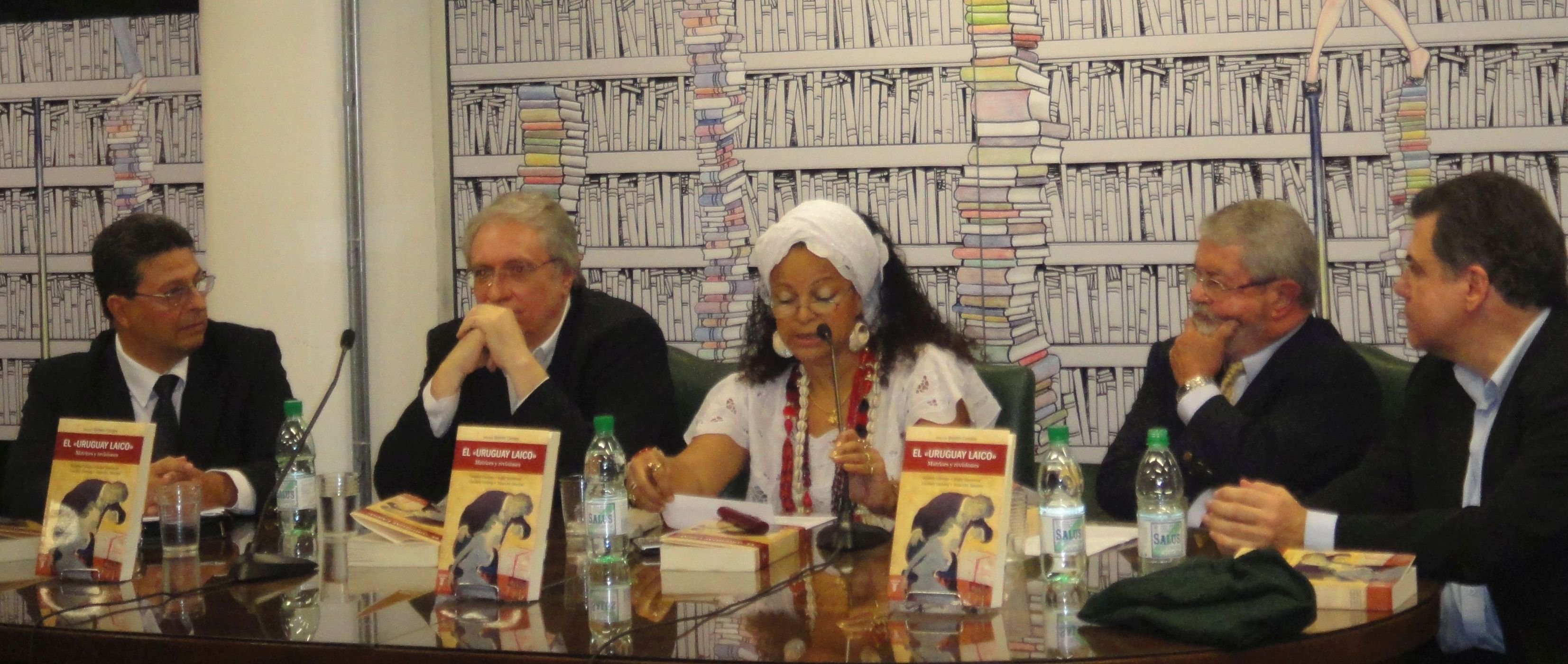
Biblioteca Nacional en 2018.

- 2009, Entre la religión y la política
- 2008, Dueños de la Encrucijada (colaboradora)
- 2015, Mima Kumba y otros encantos negros.
- 2018, Resiliencia Africana
- 2022, Macumberos; presentado en Sala Zitarrosa el 2 de febrero Día de Iemanjá.[14]